# 新人王戦 (台湾囲碁)
新人王戦（しんじんおうせん、新人王赛）は、台湾の囲碁の棋戦。2002年から2008年まで台湾棋院主催で7期開催。2016年から海峰棋院・中華職業囲棋協会主催により開催、2021年からは中華職業囲棋協会主催となり、2021年は環旭新人王戦として実施。

## 新人王戦（台湾棋院）
- 主催 台湾棋院
- 優勝賞金 7万元

### 方式
- 出場者は七段以下の棋士。
- 第1期は9名の棋士が5名と4名に分かれたリーグ戦で、それぞれの1位同士で決勝戦を行う。第2期以降は、敗者復活方式のトーナメント戦で行われ、第3期からは決勝三番勝負。
- コミは6目半。
- 持時間は各2時間、残り5分から秒読み。決勝戦は各3時間、残り10分から秒読み。

### 歴代優勝者と決勝戦
（左が優勝者）
- 1回 2002年 林至涵 - 林宇翔
- 2回 2003年 林至涵 - 黄祥任
- 3回 2004年 夏大銘 2-1 林至涵
- 4回 2005年 夏大銘 2-0 林至涵
- 5回 2006年 庾炅旻 2-1 林宇翔
- 6回 2007年 夏大銘 2-0 林宇翔
- 7回 2008年 蕭正浩 2-0 廖冠泓

## 新人王戦（海峰棋院）
- 主催 中華職業囲棋協会、(1-5回)海峰棋院
- 共催 (1-5回)智林体育台、(1-2回)LIVEhouse.in、(6回-)海峰棋院
- 協賛 (1-5回)愛棋道囲棋教育、(1-5回)培生文教基金会、(6回)環旭電子
- 特別協力 (6回-)智林体育台、(6回-)LAward Style
- 優勝賞金 (1-2回)10万元、(3-5回)20万元、(6回-)25万元

### 方式
- 出場棋士は25歳未満の棋士16名。1-5回は8名ずつの2リーグで総当り戦を行い、両リーグ1位同士で決勝戦を行う。6回からはトーナメント戦。決勝戦は第1-2回は一番勝負、第3回から三番勝負。
- コミは3目3/4。
- 持時間は、1-5回は各60分、30秒の秒読み3回。6回から各2時間、60秒の秒読み3回。

### 歴代優勝者と決勝戦
（左が優勝者）
- 1回 2016年 陳祈睿 - 林君諺
- 2回 2017年 許皓鋐 - 簡靖庭
- 3回 2018年 楊博崴 2-1 賴均輔
- 4回 2019年 林士勛 2-1 盧奕銓
- 5回 2020年 李維 2-1 陳祈睿
- 6回 2021年 陳祈睿 2-1 林士勛
- 7回 2022年 林士勛 2-0 陳祈睿
- 8回 2023年 徐靖恩 2-1 李維
- 9回 2024年 陳祈睿 2-1 徐靖恩
- 10回 2025年 簡靖庭 2-1 林彦丞